# Bölsviken
Bölsviken är en vik i Finland. Den ligger i Raseborg i landskapet Nyland, i den södra delen av landet, 110 km väster om huvudstaden Helsingfors.